# Spyker F1 Team
Spyker F1 Team foi uma equipe de automobilismo que disputou o mundial de Fórmula 1 de 2006 e 2007, o time surgiu após adquirir a então equipe Midland após o final do Grande Prêmio da Itália de 2006. No final da temporada de 2007, foi vendida novamente e em 2008 foi rebatizada de Force India.

## Temporada 2007
Sua dupla de pilotos até o Grande Prêmio da Grã-Bretanha era o neerlandês Christijan Albers e o alemão Adrian Sutil. Um dia depois desta corrida, Albers seria demitido. O alemão Markus Winkelhock foi seu substituto no tumultuado Grande Prêmio da Europa, onde inclusive foi líder. O japonês Sakon Yamamoto foi contratado para substituir Albers, definitivamente, e formou dupla com o alemão Adrian Sutil até o final do ano.
A equipe não teve um bom campeonato e acabou em último no campeonato de construtores, com apenas um ponto.

### Desempenho dos pilotos da Midland/Spyker na F-1

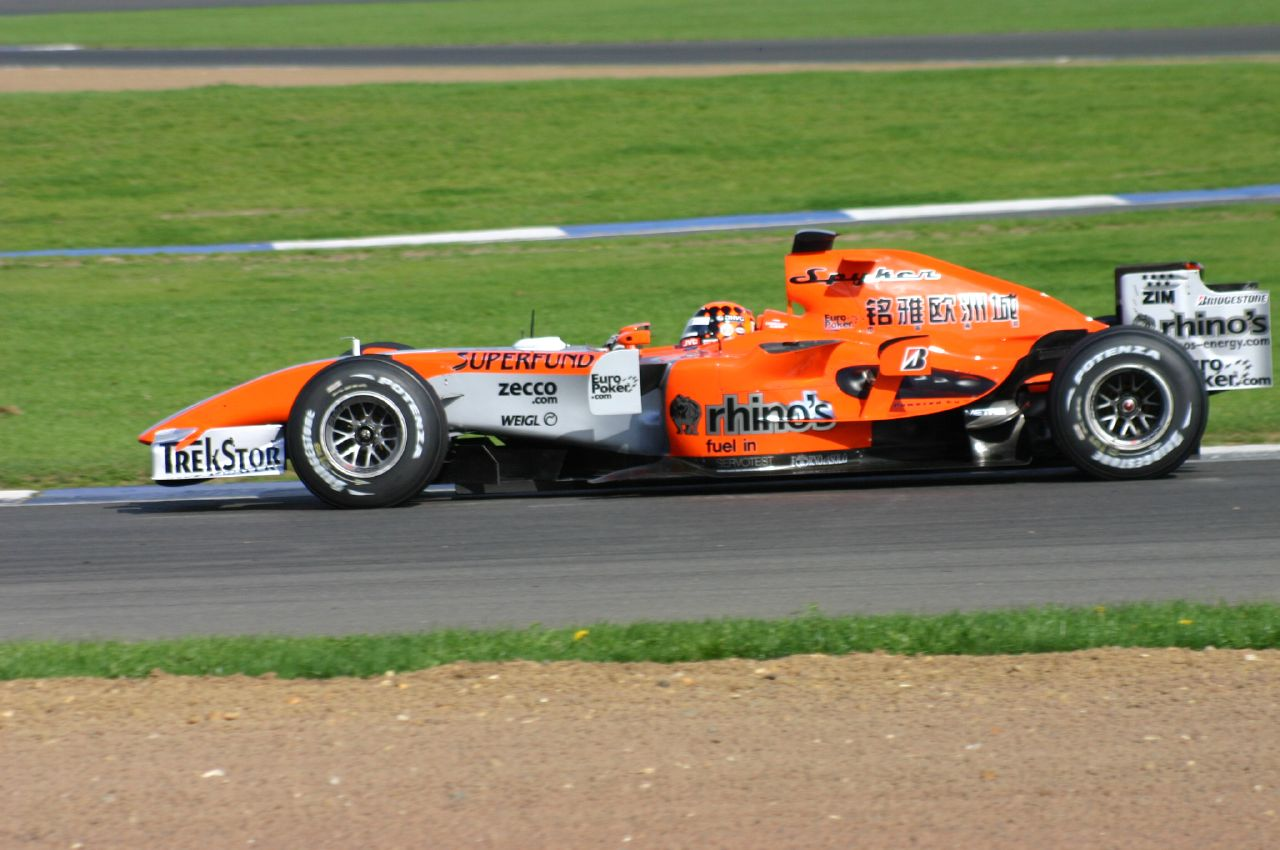
Christijan Albers testando o Spyker Midland M16 no Circuito de Siverstone em 2006.

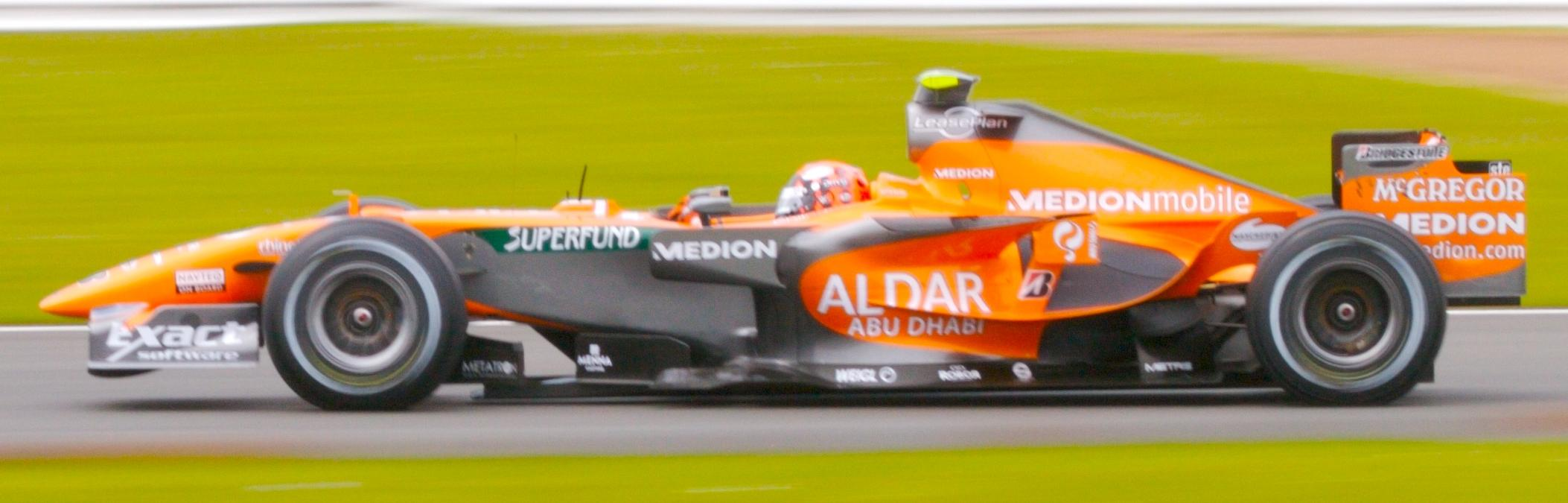
Christijan Albers pilotando o F8-VII no GP da Inglaterra de 2007.

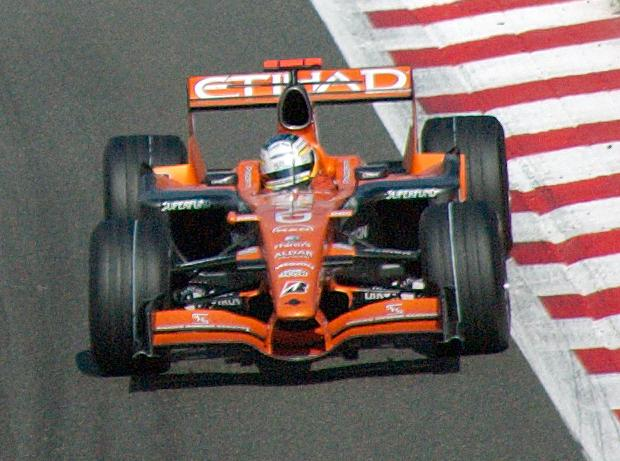
Adrian Sutil pilotando o F8-VII, utilizado pela Spyker em 2007 e em 2008 pela Force India.

| Ano  | Nome              | Carro  | Pneus | Motor      | Óleo | Pilotos                                                         | Pilotos de teste                                                  | Classificação    |
| ---- | ----------------- | ------ | ----- | ---------- | ---- | --------------------------------------------------------------- | ----------------------------------------------------------------- | ---------------- |
| 2006 | Spyker MF1 Racing | M16    | B     | Toyota V8  | Elf  | Tiago Monteiro Christijan Albers                                | Roman Rusinov Fabrizio del Monte Adrián Vallés Ronnie Quintarelli | 10º lugar (0 pt) |
| 2007 | Spyker F1 Team    | F8-VII | B     | Ferrari V8 | Elf  | Christijan Albers Adrian Sutil Sakon Yamamoto Markus Winkelhock | Giedo van der Garde Fairuz Fauzy Adrián Vallés Markus Winkelhock  | 10º lugar (1 pt) |

## Estatisticas da Equipe
- GPs disputados: 21
- Vitórias: 0
- Poles: 0
- Pontos: 1
- Voltas mais rápidas: 0
- Voltas na liderança: 6
- Títulos de Pilotos:  0
- Títulos de Construtores: 0
- O primeiro ponto da Spyker foi conquistado por causa da punição ao italiano Vitantonio Liuzzi, que ultrapassou Adrian Sutil em bandeira amarela, este é um ato ilegal, segundo o regulamento da Fórmula 1.
- Um caso curioso foi o do piloto Christijan Albers, que ao sair do box para abastecer acabou levando no seu carro a mangueira de gasolina. Embora a cena fosse engraçada, isso custou caro para Albers, que acabou sendo demitido.

## Pilotos
- Christijan Albers: Piloto da Spyker desde 2006 (quando a equipe ainda se chamava Midland F1 Racing), o holandês encerrou sua passagem na F-1 após o GP da Inglaterra. Seu melhor resultado foi um décimo-quarto lugar, conquistado nas etapas de Sakhir e Barcelona. Sua imagem na equipe ficou manchada no GP da França, quando a mangueira ficou presa no bocal do tanque de combustível, e ele saiu dos boxes com a peça engatada.
- Adrian Sutil: O alemão foi responsável pelo único ponto obtido pela Spyker na Fórmula 1, ao conquistar o oitavo lugar no chuvoso GP do Japão. Sutil fora beneficiado pela punição a Vitantonio Liuzzi, que havia feito ultrapassagens em bandeira amarela.
- Markus Winkelhock: Filho de Manfred Winkelhock e sobrinho de Joachim Winkelhock (ambos com passagem pela F-1 nos anos 80), Markus disputou uma única prova na categoria: o GP da Alemanha de 2007, disputado em Nurburgring. Contratado para o lugar de Albers, o alemão chegou a liderar por algumas voltas, até abandonar.
- Sakon Yamamoto: Ex-Super Aguri, Yamamoto foi contratado para o restante da temporada. Com desempenho fraco, o melhor resultado do japonês em treinos foi um vigésimo lugar (GP da Turquia), e sua melhor classificação em corrida foi um décimo-segundo posto, conquistado no GP do Japão, realizado em Fuji.

## Resultados
(legenda) (resultados em negrito indicam pole position; resultados em itálico indicam volta mais rápida)
| Ano  | Chassi         | Motor              | Pneu | Pilotos           | 1   | 2   | 3   | 4   | 5   | 6   | 7   | 8   | 9   | 10  | 11  | 12  | 13  | 14  | 15  | 16  | 17  | Pontos | Pos. |
| ---- | -------------- | ------------------ | ---- | ----------------- | --- | --- | --- | --- | --- | --- | --- | --- | --- | --- | --- | --- | --- | --- | --- | --- | --- | ------ | ---- |
| 2007 | F8-VII F8-VIIB | Ferrari 056 2.4 V8 | B    |                   | AUS | MAL | BAR | ESP | MON | CAN | EUA | FRA | GBR | EUR | HUN | TUR | ITA | BEL | JAP | CHN | BRA | 1      | 10°  |
| 2007 | F8-VII F8-VIIB | Ferrari 056 2.4 V8 | B    | Adrian Sutil      | 17  | Ret | 15  | 13  | Ret | Ret | 14  | 17  | Ret | Ret | 17  | 21  | 19  | 14  | 8   | Ret | Ret | 1      | 10°  |
| 2007 | F8-VII F8-VIIB | Ferrari 056 2.4 V8 | B    | Christijan Albers | Ret | Ret | 14  | 14  | 19  | Ret | 15  | Ret | 15  |     |     |     |     |     |     |     |     | 1      | 10°  |
| 2007 | F8-VII F8-VIIB | Ferrari 056 2.4 V8 | B    | Markus Winkelhock |     |     |     |     |     |     |     |     |     | Ret |     |     |     |     |     |     |     | 1      | 10°  |
| 2007 | F8-VII F8-VIIB | Ferrari 056 2.4 V8 | B    | Sakon Yamamoto    |     |     |     |     |     |     |     |     |     |     | Ret | 20  | 20  | 17  | 12  | 17  | Ret | 1      | 10°  |